# Tour de France 2010/18. Etappe
Die 18. Etappe der Tour de France 2010 am 23. Juli führte über 198 km von Salies-de-Béarn nach Bordeaux. Auf dieser flachen Etappe gab es zwei Sprintwertungen. Nach der Aufgabe von Simon Špilak gingen 171 der 198 gemeldeten Teilnehmer an den Start.

## Rennverlauf
Nach 2,1 Kilometern neutralisierter Fahrt erreichten die Fahrer um 13:02 Uhr die Null-Kilometer-Marke. Sofort löste sich ein Septett vom Feld, das aus Matti Breschel, Jaroslaw Popowytsch, Rémy Di Gregorio, Marcus Burghardt, Carlos Barredo, Linus Gerdemann und Mathieu Perget bestand. Nach neun Kilometern wurde es allerdings bereits wieder eingefangen. Daraufhin konnte sich ein Quartett aus Daniel Oss, Jérôme Pineau, Benoît Vaugrenard und Matti Breschel absetzen. Die BMC-Fahrer Marcus Burghardt und Alessandro Ballan versuchten ihnen zu folgen, wurden allerdings vom Feld nicht ziehen gelassen.
In der Spitzengruppe gewann Breschel den ersten Zwischensprint. Anschließend stabilisierte sich ihr Vorsprung bei gut drei Minuten, während das Team HTC-Columbia das Feld kontrollierte. In der ersten Rennstunde legten die Ausreißer 45,4 Kilometer zurück. Später sank ihr Vorsprung wieder leicht und als sich Fahrer des Teams Lampre in der Tempoarbeit des Feldes einschalteten, wurde ihr Vorsprung kurzzeitig auf unter zwei Minuten verringert. Oss fuhr als Erster über die zweite Sprintwertung. Als die Teams Milram, Lampre und Columbia das Tempo im weiteren Verlauf wieder erhöhten, schrumpfte der Vorsprung erneut. Francesco Reda gab unterdessen das Rennen auf. Während der Vorsprung der Ausreißer 15 Kilometer vor dem Ziel nur noch eine halbe Minute betrug, versuchte Pineau sich an der Spitze zu lösen, Oss konterte. Seine drei Begleiter folgten ihm nicht und ließen sich kurz darauf wieder vom Feld einfangen, während Oss weiter auf die Zähne biss. Dieser wurde erst 3,5 Kilometer vor dem Ziel gestellt.
Nun formierten sich die Sprinterzüge für den Zielsprint. Gerdemann versuchte sich dennoch abzusetzen, brach seinen Versuch aber bereits wenige hundert Meter später ab. Das Team Sky führte nun das Feld an. Thor Hushovd eröffnete den Sprint, dann zog Mark Cavendish vorbei und holte sich damit seinen vierten Etappensieg bei der Tour de France 2010. Mit einigem Abstand fuhren Julian Dean und Alessandro Petacchi auf den Plätzen zwei und drei über die Ziellinie. Hushovd fiel bis auf Platz 14 zurück und musste damit das Grüne Trikot erneut an Petacchi abgeben.

## Sprintwertungen
- 1. Zwischensprint in Castelnau-Chalosse (Kilometer 29,5) (60 m)

| Erster  | Matti Breschel | 6 Pkt. |
| Zweiter | Daniel Oss     | 4 Pkt. |
| Dritter | Jérôme Pineau  | 2 Pkt. |
- 2. Zwischensprint in Hostens (Kilometer 150,5) (68 m)

| Erster  | Daniel Oss     | 6 Pkt. |
| Zweiter | Jérôme Pineau  | 4 Pkt. |
| Dritter | Matti Breschel | 2 Pkt. |
- Ziel in Bordeaux (Kilometer 198) (5 m)

| Erster   | Mark Cavendish         | 35 Pkt. |
| Zweiter  | Julian Dean            | 30 Pkt. |
| Dritter  | Alessandro Petacchi    | 26 Pkt. |
| Vierter  | Robbie McEwen          | 24 Pkt. |
| Fünfter  | Óscar Freire           | 22 Pkt. |
| Sechster | Edvald Boasson Hagen   | 20 Pkt. |
| Siebter  | Jürgen Roelandts       | 19 Pkt. |
| Achter   | José Joaquín Rojas Gil | 18 Pkt. |
| Neunter  | Grega Bole             | 17 Pkt. |
| Zehnter  | Rubén Pérez            | 16 Pkt. |
| 11.      | Sébastien Turgot       | 15 Pkt. |
| 12.      | Anthony Roux           | 14 Pkt. |
| 13.      | Lloyd Mondory          | 13 Pkt. |
| 14.      | Thor Hushovd           | 12 Pkt. |
| 15.      | Alessandro Ballan      | 11 Pkt. |
| 16.      | Yukiya Arashiro        | 10 Pkt. |
| 17.      | Martijn Maaskant       | 9 Pkt.  |
| 18.      | Nicolas Roche          | 8 Pkt.  |
| 19.      | Aljaksandr Kuschynski  | 7 Pkt.  |
| 20.      | Alan Pérez             | 6 Pkt.  |
| 21.      | Cyril Gautier          | 5 Pkt.  |
| 22.      | Bernhard Eisel         | 4 Pkt.  |
| 23.      | Christopher Horner     | 3 Pkt.  |
| 24.      | Gerald Ciolek          | 2 Pkt.  |
| 25.      | Kevin De Weert         | 1 Pkt.  |

## Aufgaben
- 136 – Francesco Reda (Quick Step): Aufgabe während der Etappe